# Sadłowo, Warmińsko-Mazurskie
Sadłowo [saˈdwɔvɔ] (tiếng Đức: Oberförsterei Bischofsburg)  là một ngôi làng thuộc khu hành chính của Gmina Biskupiec, thuộc huyện Olsztyński, Warmińsko-Mazurskie, ở miền bắc Ba Lan.
Trước năm 1945, khu vực này là một phần của Đức (Đông Phổ).
Làng có dân số 46 người.